# Eleições legislativas portuguesas de 1980 no distrito de Vila Real
| Eleições legislativas portuguesas de 1980 Distritos: Aveiro \| Beja \| Braga \| Bragança \| Castelo Branco \| Coimbra \| Évora \| Faro \| Guarda \| Leiria \| Lisboa \| Portalegre \| Porto \| Santarém \| Setúbal \| Viana do Castelo \| Vila Real \| Viseu \| Açores \| Madeira \| Estrangeiro |

## Resultados por Concelho
Os resultados nos concelhos do Distrito de Vila Real foram os seguintes:

### Alijó
| Partido                 | Partido                           | Votos  | %               | +/-  |
| ----------------------- | --------------------------------- | ------ | --------------- | ---- |
|                         | Aliança Democrática               | 6 593  | 59,40 / 100,00  | 3,44 |
|                         | Frente Republicana e Socialista   | 2 973  | 26,79 / 100,00  | 2,92 |
|                         | Aliança Povo Unido                | 495    | 4,46 / 100,00   | 0,42 |
|                         | POUS-PST                          | 162    | 1,46 / 100,00   | -    |
|                         | PCTP/MRPP                         | 135    | 1,22 / 100,00   | 0,02 |
|                         | Partido Socialista Revolucionário | 116    | 1,05 / 100,00   | 0,32 |
|                         | Outros                            | 224    | 2,01 / 100,00   |      |
| Votos Inválidos         | Votos Inválidos                   | 401    | 3,62 / 100,00   | 1,22 |
| Total                   | Total                             | 11 099 | 100,00 / 100,00 |      |
| Eleitorado/Participação | Eleitorado/Participação           | 12 880 | 86,17 / 100,00  | 2,40 |

### Boticas
| Partido                 | Partido                           | Votos | %               | +/-  |
| ----------------------- | --------------------------------- | ----- | --------------- | ---- |
|                         | Aliança Democrática               | 3 088 | 66,42 / 100,00  | 4,08 |
|                         | Frente Republicana e Socialista   | 852   | 18,33 / 100,00  | 3,37 |
|                         | Aliança Povo Unido                | 173   | 3,72 / 100,00   | 1,67 |
|                         | PCTP/MRPP                         | 139   | 2,99 / 100,00   | 1,67 |
|                         | POUS-PST                          | 72    | 1,55 / 100,00   | -    |
|                         | Partido Socialista Revolucionário | 49    | 1,05 / 100,00   | 0,55 |
|                         | Outros                            | 77    | 1,64 / 100,00   |      |
| Votos Inválidos         | Votos Inválidos                   | 199   | 4,28 / 100,00   | 2,14 |
| Total                   | Total                             | 4 649 | 100,00 / 100,00 |      |
| Eleitorado/Participação | Eleitorado/Participação           | 6 093 | 76,30 / 100,00  | 1,91 |

### Chaves
| Partido                 | Partido                         | Votos  | %               | +/-  |
| ----------------------- | ------------------------------- | ------ | --------------- | ---- |
|                         | Aliança Democrática             | 17 154 | 65,55 / 100,00  | 4,81 |
|                         | Frente Republicana e Socialista | 5 346  | 20,43 / 100,00  | 1,95 |
|                         | Aliança Povo Unido              | 1 349  | 5,15 / 100,00   | 1,03 |
|                         | POUS-PST                        | 330    | 1,26 / 100,00   | -    |
|                         | PCTP/MRPP                       | 281    | 1,07 / 100,00   | 0,01 |
|                         | Outros                          | 824    | 3,14 / 100,00   |      |
| Votos Inválidos         | Votos Inválidos                 | 887    | 3,39 / 100,00   | 1,66 |
| Total                   | Total                           | 26 171 | 100,00 / 100,00 |      |
| Eleitorado/Participação | Eleitorado/Participação         | 32 348 | 80,90 / 100,00  | 2,97 |

### Mesão Frio
| Partido                 | Partido                           | Votos | %               | +/-  |
| ----------------------- | --------------------------------- | ----- | --------------- | ---- |
|                         | Aliança Democrática               | 1 843 | 55,15 / 100,00  | 3,03 |
|                         | Frente Republicana e Socialista   | 835   | 24,99 / 100,00  | 1,73 |
|                         | Aliança Povo Unido                | 209   | 6,25 / 100,00   | 4,29 |
|                         | POUS-PST                          | 81    | 2,42 / 100,00   | -    |
|                         | PCTP/MRPP                         | 67    | 2,00 / 100,00   | 0,66 |
|                         | Partido Socialista Revolucionário | 47    | 1,41 / 100,00   | 0,36 |
|                         | União Democrática Popular         | 46    | 1,38 / 100,00   | 0,50 |
|                         | Outros                            | 67    | 2,01 / 100,00   |      |
| Votos Inválidos         | Votos Inválidos                   | 147   | 4,40 / 100,00   | 0,19 |
| Total                   | Total                             | 3 342 | 100,00 / 100,00 |      |
| Eleitorado/Participação | Eleitorado/Participação           | 4 097 | 81,57 / 100,00  | 5,47 |

### Mondim de Basto
| Partido                 | Partido                           | Votos | %               | +/-  |
| ----------------------- | --------------------------------- | ----- | --------------- | ---- |
|                         | Aliança Democrática               | 3 181 | 67,71 / 100,00  | 6,13 |
|                         | Frente Republicana e Socialista   | 804   | 17,11 / 100,00  | 4,31 |
|                         | Aliança Povo Unido                | 176   | 3,75 / 100,00   | 1,11 |
|                         | POUS-PST                          | 105   | 2,23 / 100,00   | -    |
|                         | PCTP/MRPP                         | 69    | 1,47 / 100,00   | 0,14 |
|                         | União Democrática Popular         | 69    | 1,47 / 100,00   | 1,25 |
|                         | Partido Socialista Revolucionário | 64    | 1,36 / 100,00   | 0,09 |
|                         | Outros                            | 94    | 2,00 / 100,00   |      |
| Votos Inválidos         | Votos Inválidos                   | 136   | 2,89 / 100,00   | 1,36 |
| Total                   | Total                             | 4 698 | 100,00 / 100,00 |      |
| Eleitorado/Participação | Eleitorado/Participação           | 5 947 | 79,00 / 100,00  | 6,43 |

### Montalegre
| Partido                 | Partido                           | Votos  | %               | +/-  |
| ----------------------- | --------------------------------- | ------ | --------------- | ---- |
|                         | Aliança Democrática               | 6 021  | 58,64 / 100,00  | 4,83 |
|                         | Frente Republicana e Socialista   | 2 528  | 24,62 / 100,00  | 3,81 |
|                         | Aliança Povo Unido                | 464    | 4,52 / 100,00   | 1,95 |
|                         | POUS-PST                          | 206    | 2,01 / 100,00   | -    |
|                         | PCTP/MRPP                         | 180    | 1,75 / 100,00   | 0,61 |
|                         | Partido Socialista Revolucionário | 131    | 1,28 / 100,00   | 0,42 |
|                         | Outros                            | 259    | 2,53 / 100,00   |      |
| Votos Inválidos         | Votos Inválidos                   | 479    | 4,66 / 100,00   | 1,10 |
| Total                   | Total                             | 10 268 | 100,00 / 100,00 |      |
| Eleitorado/Participação | Eleitorado/Participação           | 13 424 | 76,49 / 100,00  | 3,43 |

### Murça
| Partido                 | Partido                         | Votos | %               | +/-  |
| ----------------------- | ------------------------------- | ----- | --------------- | ---- |
|                         | Aliança Democrática             | 3 340 | 70,87 / 100,00  | 5,72 |
|                         | Frente Republicana e Socialista | 722   | 15,32 / 100,00  | 3,59 |
|                         | Aliança Povo Unido              | 206   | 4,37 / 100,00   | 1,18 |
|                         | PCTP/MRPP                       | 78    | 1,65 / 100,00   | 0,72 |
|                         | POUS-PST                        | 59    | 1,25 / 100,00   | -    |
|                         | Outros                          | 131   | 2,78 / 100,00   |      |
| Votos Inválidos         | Votos Inválidos                 | 177   | 3,76 / 100,00   | 1,03 |
| Total                   | Total                           | 4 713 | 100,00 / 100,00 |      |
| Eleitorado/Participação | Eleitorado/Participação         | 5 889 | 80,03 / 100,00  | 4,52 |

### Peso da Régua
| Partido                 | Partido                           | Votos  | %               | +/-  |
| ----------------------- | --------------------------------- | ------ | --------------- | ---- |
|                         | Aliança Democrática               | 5 170  | 44,91 / 100,00  | 3,59 |
|                         | Frente Republicana e Socialista   | 4 222  | 36,67 / 100,00  | 3,71 |
|                         | Aliança Povo Unido                | 904    | 7,85 / 100,00   | 0,62 |
|                         | POUS-PST                          | 248    | 2,15 / 100,00   | -    |
|                         | Partido Socialista Revolucionário | 125    | 1,09 / 100,00   | 0,43 |
|                         | Outros                            | 421    | 3,66 / 100,00   |      |
| Votos Inválidos         | Votos Inválidos                   | 422    | 3,66 / 100,00   | 1,43 |
| Total                   | Total                             | 11 512 | 100,00 / 100,00 |      |
| Eleitorado/Participação | Eleitorado/Participação           | 14 568 | 79,02 / 100,00  | 5,44 |

### Ribeira de Pena
| Partido                 | Partido                           | Votos | %               | +/-   |
| ----------------------- | --------------------------------- | ----- | --------------- | ----- |
|                         | Aliança Democrática               | 3 262 | 66,73 / 100,00  | 11,49 |
|                         | Frente Republicana e Socialista   | 866   | 17,72 / 100,00  | 7,31  |
|                         | PCTP/MRPP                         | 149   | 3,05 / 100,00   | 0,41  |
|                         | Aliança Povo Unido                | 124   | 2,54 / 100,00   | 1,44  |
|                         | POUS-PST                          | 95    | 1,94 / 100,00   | -     |
|                         | Partido Socialista Revolucionário | 63    | 1,29 / 100,00   | 0,60  |
|                         | União Democrática Popular         | 61    | 1,25 / 100,00   | 0,35  |
|                         | Outros                            | 102   | 2,09 / 100,00   |       |
| Votos Inválidos         | Votos Inválidos                   | 166   | 3,40 / 100,00   | 3,65  |
| Total                   | Total                             | 4 888 | 100,00 / 100,00 |       |
| Eleitorado/Participação | Eleitorado/Participação           | 6 284 | 77,78 / 100,00  | 5,52  |

### Sabrosa
| Partido                 | Partido                         | Votos | %               | +/-  |
| ----------------------- | ------------------------------- | ----- | --------------- | ---- |
|                         | Aliança Democrática             | 3 460 | 65,87 / 100,00  | 3,31 |
|                         | Frente Republicana e Socialista | 977   | 18,60 / 100,00  | 3,69 |
|                         | Aliança Povo Unido              | 250   | 4,76 / 100,00   | 0,32 |
|                         | PCTP/MRPP                       | 119   | 2,27 / 100,00   | 0,62 |
|                         | POUS-PST                        | 106   | 2,02 / 100,00   | -    |
|                         | Outros                          | 174   | 3,32 / 100,00   |      |
| Votos Inválidos         | Votos Inválidos                 | 167   | 3,18 / 100,00   | 1,40 |
| Total                   | Total                           | 5 253 | 100,00 / 100,00 |      |
| Eleitorado/Participação | Eleitorado/Participação         | 6 264 | 83,86 / 100,00  | 3,23 |

### Santa Marta de Penaguião
| Partido                 | Partido                         | Votos | %               | +/-  |
| ----------------------- | ------------------------------- | ----- | --------------- | ---- |
|                         | Aliança Democrática             | 2 949 | 49,11 / 100,00  | 2,67 |
|                         | Frente Republicana e Socialista | 2 086 | 34,74 / 100,00  | 2,92 |
|                         | Aliança Povo Unido              | 317   | 5,28 / 100,00   | 0,68 |
|                         | POUS-PST                        | 119   | 1,98 / 100,00   | -    |
|                         | PCTP/MRPP                       | 117   | 1,95 / 100,00   | 0,97 |
|                         | Outros                          | 209   | 3,48 / 100,00   |      |
| Votos Inválidos         | Votos Inválidos                 | 208   | 3,46 / 100,00   | 2,22 |
| Total                   | Total                           | 6 005 | 100,00 / 100,00 |      |
| Eleitorado/Participação | Eleitorado/Participação         | 7 502 | 80,05 / 100,00  | 5,63 |

### Valpaços
| Partido                 | Partido                         | Votos  | %               | +/-  |
| ----------------------- | ------------------------------- | ------ | --------------- | ---- |
|                         | Aliança Democrática             | 11 514 | 77,65 / 100,00  | 6,66 |
|                         | Frente Republicana e Socialista | 1 962  | 13,23 / 100,00  | 3,76 |
|                         | Aliança Povo Unido              | 314    | 2,12 / 100,00   | 0,40 |
|                         | Outros                          | 628    | 4,24 / 100,00   |      |
| Votos Inválidos         | Votos Inválidos                 | 411    | 2,77 / 100,00   | 2,87 |
| Total                   | Total                           | 14 829 | 100,00 / 100,00 |      |
| Eleitorado/Participação | Eleitorado/Participação         | 18 488 | 80,21 / 100,00  | 2,89 |

### Vila Pouca de Aguiar
| Partido                 | Partido                           | Votos  | %               | +/-  |
| ----------------------- | --------------------------------- | ------ | --------------- | ---- |
|                         | Aliança Democrática               | 5 747  | 59,59 / 100,00  | 3,55 |
|                         | Frente Republicana e Socialista   | 2 277  | 23,61 / 100,00  | 5,84 |
|                         | Aliança Povo Unido                | 456    | 4,73 / 100,00   | 0,20 |
|                         | POUS-PST                          | 203    | 2,10 / 100,00   | -    |
|                         | PCTP/MRPP                         | 197    | 2,04 / 100,00   | 0,57 |
|                         | Partido Socialista Revolucionário | 128    | 1,33 / 100,00   | 0,34 |
|                         | Outros                            | 251    | 2,61 / 100,00   |      |
| Votos Inválidos         | Votos Inválidos                   | 386    | 4,00 / 100,00   | 0,56 |
| Total                   | Total                             | 9 645  | 100,00 / 100,00 |      |
| Eleitorado/Participação | Eleitorado/Participação           | 12 907 | 74,73 / 100,00  | 7,15 |

### Vila Real
| Partido                 | Partido                           | Votos  | %               | +/-  |
| ----------------------- | --------------------------------- | ------ | --------------- | ---- |
|                         | Aliança Democrática               | 15 580 | 59,37 / 100,00  | 2,33 |
|                         | Frente Republicana e Socialista   | 6 274  | 23,91 / 100,00  | 0,79 |
|                         | Aliança Povo Unido                | 1 939  | 7,39 / 100,00   | 1,10 |
|                         | PCTP/MRPP                         | 380    | 1,45 / 100,00   | 0,26 |
|                         | POUS-PST                          | 329    | 1,25 / 100,00   | -    |
|                         | Partido Socialista Revolucionário | 285    | 1,09 / 100,00   | 0,40 |
|                         | Outros                            | 614    | 2,34 / 100,00   |      |
| Votos Inválidos         | Votos Inválidos                   | 843    | 3,22 / 100,00   | 0,81 |
| Total                   | Total                             | 26 244 | 100,00 / 100,00 |      |
| Eleitorado/Participação | Eleitorado/Participação           | 30 716 | 85,44 / 100,00  | 0,76 |